# Jouef

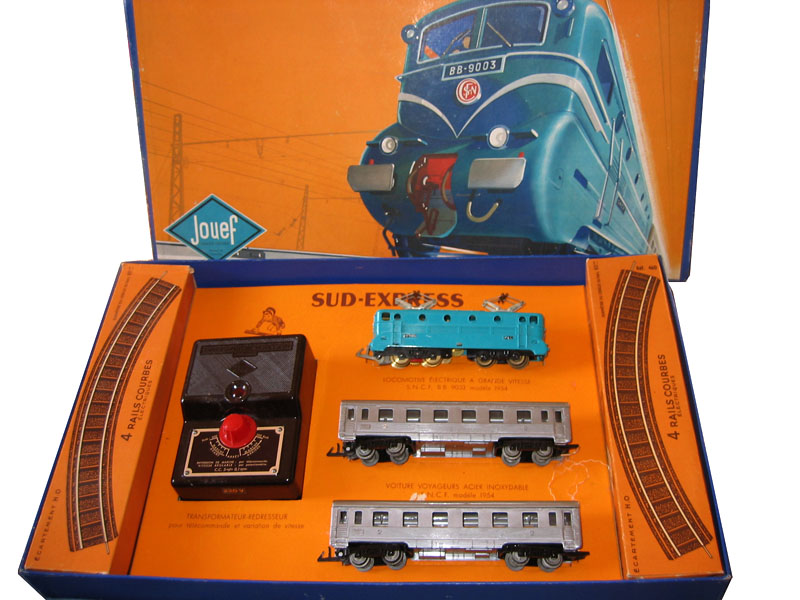
シュド・エクスプレス1955セット

Jouef (ジョエフまたはジュエフ) は、かつてフランスに存在した独立した玩具メーカーであり、2006年以降は鉄道模型のブランドである。

## 概要
フランスにおいて、20世紀後半期に縮尺1/87のHOゲージ鉄道模型と縮尺1/40のスロットカーを主に製造していた。Jouefは、「Jouet（玩具） + France（フランス）」である。日本語では「Jouef」は、ジョエフ、ジュエフ、ジューフなどと呼称される。
1972年に銀行の管理下に入り、合併や倒産などを経て、1985年から同社の元従業員の手によって再建した。その後、1990年代に一時期、ダイカスト成形のミニカーも手がけていたが1996年に倒産した。
2006年以降、Jouefの名は鉄道模型の「ホーンビィ・インターナショナル」において、フランス向けHOゲージ鉄道模型ブランドとして存続している。

## 歴史
1944年、ジョルジュ・ユアール (Georges Huard ) によってフランス東部・シャンパニョール (Champagnole ) において「Le Jouet Francais」として創業された。当初は「JF」がトレードマークであったが、1950年代から「Jouef」がトレードマークとなった。創業間もない頃はブリキ製の玩具を製造していたが、1950年代初頭に射出成型によるプラスチック製の玩具の製造を開始した。
1954年のクリスマスシーズンに、シュド・エクスプレス（Sud-Express 、パリ - リスボン間の列車）の射出成形によるプラスチック製HOゲージ鉄道模型セットを発売した。このセットには、フランス国鉄の直流電気機関車BB9003、デヴ・イノックス (DEV-INOX ) と呼ばれるステンレス客車2両と、直流二線式のカーブ線路8本、電圧6ボルトの制御機器が入っていた（写真参照）。機関車と客車はショーティーであったものの、価格はとても魅力的なものであった (当時4900フラン) 。1958年以降は年々品質を向上させていき、ホーンビィ・アショオ (Hornby acHO ) やリバロッシ (Rivarossi ) よりもリアルな造りになっていった。
1963年のクリスマスシーズンには、それまでスケーレックストリック (Scalextric ) やCircuit24によって開拓されていたスロットカー市場に、イギリスのメットーイ・プレイクラフト社 (Mettoy Playcraft Ltd. ) の協力の元で参入した。スロットカーの縮尺は概ね1/40であった。Jouefでは鉄道模型の応用で、車線変更が可能なコースも発売していた。
1967年にドイツのエガーバーン (Egger-Bahn ) を買収し、軌間9ミリメートルの線路を使ったHOナロー鉄道模型を展開した。
1972年、Jouefはクレディ・リヨネ銀行傘下のSOFINEXに買収され、創業者のジョルジュは退いた。1974年、クレディ・リヨネ銀行によってミニカーメーカーのソリド (Solido ) 、プラモデルメーカーのエレール (Heller ) などとともに業界が再編され「Le Jouet Francais」となった。
1979年にアイルランドに工場を設置しアイルランド向けにHOゲージ鉄道模型などを製造した。
1981年に「Le Jouet Francais」が倒産し、Jouefはフランスの玩具メーカーのセジグループ (CEJI ) に買収され、「CEJI Jouef」となった。同時に、スロットカーから撤退した。エレールはイギリスのハンブロール (Humbrol ) に、ソリドはフランスのミニカーメーカーのマジョレット (Majorette ) に買収された。アイルランドの工場は閉鎖された。
その後、セジの元でイギリスのカイザー社 (KAYSER 、K'S Kit) のホワイトメタル製鉄道模型キットを数種類展開したものの評判が悪く、1984年には停止された。1985年にセジが破産したため、かつてJouefに在籍し後に模型メーカーのホビ (FOBBI ) を起業したジャック・バレ (Jacques Barret ) の元で再建された。
1990年代初期に縮尺1/18と1/43のミニカー市場に参入し、「Jouef Evolution」のブランド名で展開した。同時期に鉄道模型製品のリニューアルを開始し、いくつかの製品は細密仕様で新規に製造された。しかしやがて経営難となり、鉄道模型部門は1995年にイタリアのリマ (Lima ) グループに吸収され、いくつかの製品はリマブランドで発売され、またグループ内でブランドの再編が行われたため、リバロッシブランドでも発売された。フランス国内においては、リマグループの代理店はMKDであった。
Jouefは1996年に倒産し、ミニカー部門はフランスのユニバーサル・ホビー (Universal Hobbies ) に買収された。
リマグループ傘下においては、2001年にシャンパニョール工場を廃止し、鉄道模型の製造設備はイタリアへ移された。2004年、リマグループの業績悪化によりイギリスのホーンビィに買収され、金型は中国の広東省へ移された。2006年には中国製品が市場に流通し始めた。フランス国内へはMKDが代理店となっている。

## 製品

### 鉄道模型
主に直流二線式のHOゲージを製造していた。一部の動力車に交流三線式のものが存在した。かつては安価なプラスチック製品を生産していたが、1990年代にリマに吸収される前後に方針を変え、細密性を重視するようになった。製品はフランス国鉄の車両が主力であった。
箱は、当初は製品によって異なっていたが紙箱に菱形のマークがあしらわれていた。1960年代からは赤または青系統の箱絵となり、1980年代には透明なプラスチック箱に入れられていたことがあった。1990年代以降の製品は主に青い紙箱となり、赤系統のグラデーション模様のロゴマークが使用された。また、一部に黒箱のものが存在した。ホーンビィに買収された後は明るい青箱となり、赤いロゴマークが使用されている。
かつて1968年から1981年にかけては、現在のDCCにも似た「JOUEF MATIC」とよばれる多重制御システムが展開されていた。HOゲージ製品は1954年からとなっているが、1940年代からブリキ製の鉄道玩具が作られていた。
2006年以降はホーンビィ・インターナショナルにおいて、フランス向けのHOゲージ鉄道模型のブランドとなっており、かつて他社で製造されていたもので、現在Jouefブランドで販売されているものもある。また、線路はOOゲージのホーンビィ製品を使用しており、旧Jouef製品は製造されていない。
蒸気機関車
- 141P、141R、241P、140C、231Cなど。

電気機関車
- BB17000、BB26000、CC6500、2D2 5500、BB1-80など。

ディーゼル機関車
- CC72000、BB67000など。

気動車
- X3800 (Picasso) 、X4500、X73500など。

客車
- RIB、T2、DEV-INOX、Grand Confortなど。

電車
- Z5600、Z5100、Z2、TGVなど。

Junior Line
かつての安価な製品の一部を存続させたシリーズ。他の製品と比べ、簡易的な作りが特徴である。
Playcraft Railways
1960年代にイギリスのメットーイ・プレイクラフト社向けに製造していたシリーズで、HOスケールであった。シリーズ終了後に多くがJouefへ移管された。
Jouef Diffusion
1960年代末にフランス国内のデパート向けに作られたセット品シリーズ。一般販売用のものとは異なるセットが組まれていた。

### ミニカー
1960年代以降、HOゲージ鉄道模型のアクセサリーとして縮尺1/87のミニカーを展開した。車種はプジョー203や403、シムカシャンボール、シトロエンDS19、ルノー16ハッチバックなどが発売された。これらはプラスチック製で、簡素な一体成型車体に簡素なシャーシと車輪がついているもので、玩具然としたものであった。
1990年代初期から「Jouef Evolution」のブランド名で縮尺1/18と縮尺1/43のミニカーを展開した。縮尺1/24の製品も存在したが車種は非常に少なかった。製造は主に中国で、一部に日本の京商製品が含まれていた。1996年に倒産した後は、フランスのユニバーサル・ホビーに買収され、フェラーリなどの一部の製品を除き生産は継続された。後にユニバーサル・ホビーの組織改編により香港のメーカーに引き継がれた。
Jouef Evolutionは1960 - 1970年代のスポーツカーが主力で、縮尺1/43のフェラーリ・250GTOの細密製品は、当時としては可動式ドアや内装、エンジンの再現など非常に優れていたが、同縮尺の他社製品と比較して高価格の設定であった。他にはフォードGT40、1965マスタング、MGBMark.II、トライアンフTR3などがあり、縮尺1/18ではポルシェ・911、アルファロメオスパイダー、1994マスタング、マスタングMach3、フェラーリ250、フォードGT40 ・ガルフ（ル・マン優勝車）などが製造された。
箱は、縮尺1/43と縮尺1/24の製品では赤い紙箱であったが、縮尺1/18の製品では黄色い紙箱であった。ロゴマークは鉄道模型同様にグラデーション仕様であった。

### スロットカー
1963年、イギリスのメットーイ・プレイクラフト社と提携して、メットーイ・プレイクラフト社の「Record-64」システムと同様のスロットカー（フランス語ではCircuit routier electriqueという）を展開した。縮尺は主に1/40であったが、1/32 - 1/43程度のものが含まれていた。製品化された車種はレーシングカーやスポーツカーであり、150種類程度存在した。
登場初期にはジャガーEタイプ、メルセデス・ベンツ190のロードスターおよびクーペ、1965コルベット・スティングレー、フォードGT40各種、カプリ、シャパラル、フェラーリのF1、BRMのF1、フェラーリ250GTO、ロータスのF1、ルノー・アルピーヌ1600、BMCミニ、ポルシェ904、911があった。これら初期のF1車両には、コースのスロットに沿って前輪がステアリングする機構を備えているものがあった。
1970年代は、アルファ・ロメオ カラーボ ･ベルトーネ、BMW 3.0 CSL、リジェJS5、マトラのF1、マトラ・ジェット、マトラ650、ルノーのF1、アルピーヌ3000、A310、ルノー・5、ランチアストラトス、ポルシェ・917、904が発売された。
コースにはジャンプ台やバンク（横傾斜）コーナーなども存在した。1970年より鉄道模型のJouef Maticを流用し、多重制御や車線変更が可能なコースを展開していた。
1971年からはドイツのSTABO社の縮尺1/24 - 1/32用のコースを輸入し、自社ブランド「Jouef STABO」として展開した。一時は縮尺がバラバラの製品を同時に扱っていたが、Jouef STABOは1975年に終了した。
1980年に規模を大幅に縮小し、1981年に倒産の影響で撤退した。